# (1315) Bronisława
(1315) Bronisława – planetoida z grupy pasa głównego asteroid.

## Odkrycie i nazwa
Planetoida (1315) Bronisława została odkryta (wraz z (1314) Paula) 15 września 1933 roku w Observatoire Royal de Belgique w Uccle przez Sylvaina Arenda. Nazwa planetoidy pochodzi od błogosławionej Bronisławy. Została zaproponowana przez Tadeusza Banachiewicza. Przed jej nadaniem planetoida nosiła oznaczenie tymczasowe (1315) 1933 SF1.

## Orbita
Orbita (1315) Bronisława nachylona jest pod kątem 7˚ do ekliptyki, a jej mimośród wynosi 0,08. Ciało to krąży w średniej odległości 3,2 au wokół Słońca, na co potrzebuje ponad 5 lat i 270 dni. Peryhelium tego obiektu znajduje się w odległości 2,94 au, a aphelium zaś 3,46 au od Słońca.

## Właściwości fizyczne
Planetoida ta ma średnicę 63,5 km. Jej absolutna wielkość gwiazdowa wynosi 9,8m. Albedo natomiast szacunkowo określa się na około 0,04 – jest więc to obiekt odbijający stosunkowo niewiele światła słonecznego.